# Bitcevský park

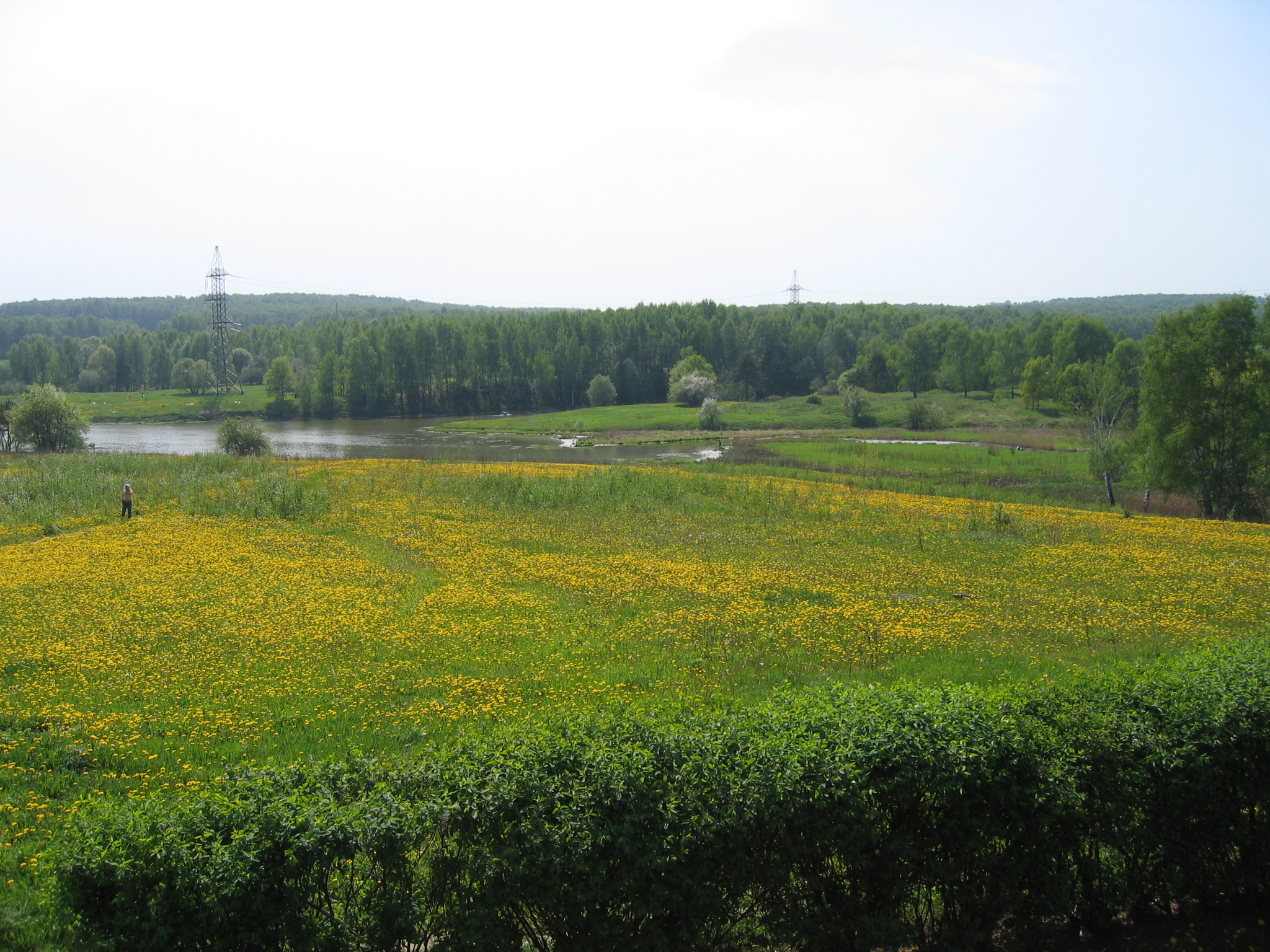
Bitcevský park

Bitcevský park je jedním z největších a nejvýznamnějších lesoparků v Moskvě. Nachází se na jihozápadě města, přesněji mezi Balaklavským prospektem a MKADem (moskevským dálničním okruhem). Jeho rozloha činí okolo 2000 ha. Byl založen jako botanická zahrada v polovině 19. století na rodinném panství Michaila Nikiforoviče Katkova (1818–1887).
Během olympijských her v roce 1980 zde byla zřízena dráha pro závody v jezdectví.
Park je kvůli vraždám, které zde spáchal sériový vrah Alexandr Pičuškin, znám také pod názvem „Les smrti“.